# Oldenlandia viarum
Oldenlandia viarum är en måreväxtart som beskrevs av William Grant Craib. Oldenlandia viarum ingår i släktet Oldenlandia och familjen måreväxter. Inga underarter finns listade i Catalogue of Life.